# FC St. Pauli
FC St. Pauli är en tysk fotbollsklubb från stadsdelen St. Pauli i Hamburg, grundad 1910. Hemmaarenan heter Millerntor-Stadion och laget spelar för närvarande i Bundesliga.
FC St. Pauli har alltid spelat i skuggan av stadens mer framgångsrika lag Hamburger SV, vilka, utöver att ha flera liga- och cupvinster, nästan alltid har spelat i Bundesliga. St. Pauli har däremot ännu inte vunnit någon större tävling, och de få gånger man varit uppe i Bundesliga har man aldrig lyckats etablera sig. Den senaste gången klubben spelade i Bundesliga var säsongen 2010/2011 då laget slutade på 18:e plats vilket innebar nerflyttning. Under denna säsong lyckades laget dock att gå segrande ur derbyt mot Hamburger SV. Det första mötet mellan de två lagen slutade 1-1, men i returmötet på Volksparkstadion lyckades laget att besegra Hamburger SV med 1-0. Matchens enda mål gjordes av Gerald Asamoah. Det första mötet i derbyt föregicks av omfattande kravaller och våldsamma sammanstötningar mellan de två lagens supportrar.
Trots att FC St. Pauli inte hör till de mest framgångsrika tyska klubbarna så har laget alltid haft en trogen supporterskara, i och utanför klubbens hemvist, kring nöjeskvarteren runt Reeperbahn. När FC St Pauli marscherar ut på plan innan match spelas AC/DCs låt Hells Bells eftersom det i St.Pauli området finns så många kyrkor med klockor som ofta ringer och gästande lag möts av texten "Welcome to hell" när de går på planen. När FC St.Pauli gör mål spels ofta Blurgruppens låt Song 2, och supportrarna ropar whuu-huuw som finns med i introt av låten. I pausen spelas Antifa Hooligans av Lost Fastidios som en markering av supportrarnas och klubbens antifascistiska profil. 
Under säsongen 2013-14 uppgick publiksnittet på Millerntorstadion till 28 371 åskådare, vilket motsvarade 98 procent av arenans dåvarande totala kapacitet.
FC St. Pauli är den fjortonde största idrottsföreningen i Tyskland räknat i antalet medlemmar. Per den 1 juli 2015 hade föreningen 22 000 medlemmar. Förutom en fotbollsektion med förutom A-laget flera damlag, förskola, blindfotbollslag (som blev tyska mästare säsongen 21/22) har föreningen även sektioner inom exempelvis e-sport (FIFA), boxning och rugby.

## Spelare

### Truppen 2020/2021
| Nr | Land      | Pos | Namn                                           |
| -- | --------- | --- | ---------------------------------------------- |
| 1  | Tyskland  | MV  | Dennis Smarsch                                 |
| 2  | Sverige   | F   | Sebastian Ohlsson                              |
| 3  | Wales     | F   | James Lawrence                                 |
| 4  | Tyskland  | F   | Philipp Ziereis                                |
| 5  | Tyskland  | MF  | Marvin Knoll                                   |
| 6  | Tyskland  | F   | Christopher Avevor                             |
| 7  | USA       | MF  | Kevin Lankford                                 |
| 8  | Uruguay   | MF  | Rodrigo Zalazar (lån från Eintracht Frankfurt) |
| 9  | Österrike | A   | Guido Burgstaller                              |
| 10 | Tyskland  | MF  | Christopher Buchtmann                          |
| 11 | Tyskland  | MF  | Maximilian Dittgen                             |
| 12 | Japan     | MF  | Ryo Miyaichi                                   |
| 13 | Tyskland  | MF  | Lukas Daschner                                 |
| 14 | Nigeria   | MF  | Afeez Aremu                                    |
| 15 | Tyskland  | F   | Daniel Buballa                                 |
| 16 | Danmark   | A   | Simon Makienok                                 |
| 17 | Tyskland  | A   | Daniel-Kofi Kyereh                             |

| Nr | Land                    | Pos | Namn                                      |
| -- | ----------------------- | --- | ----------------------------------------- |
| 18 | Sverige                 | MF  | Eric Smith (lån från Gent)                |
| 19 | Tyskland                | F   | Luca Zander                               |
| 20 | Tyskland                | MF  | Finn Ole Becker                           |
| 21 | Nordmakedonien          | MV  | Dejan Stojanovic (lån från Middlesbrough) |
| 22 | Egypten                 | A   | Omar Marmoush (lån från Wolfsburg)        |
| 23 | Kosovo                  | F   | Leart Paqarada                            |
| 24 | Norge                   | F   | Tore Reginiussen                          |
| 25 | Polen                   | F   | Adam Dźwigała                             |
| 26 | Tyskland                | MF  | Rico Benatelli                            |
| 28 | Tyskland                | F   | Marvin Senger                             |
| 29 | Tyskland                | MF  | Christian Viet                            |
| 32 | Tyskland                | F   | Jannes Wieckhoff                          |
| 33 | Tyskland                | MV  | Svend Brodersen                           |
| 34 | Tyskland                | A   | Igor Matanović                            |
| 36 | Dominikanska republiken | MF  | Luis Coordes                              |
| 38 | USA                     | MF  | Leon Flach                                |

### Utlånade spelare
| Nr | Land     | Pos | Namn                                                       |
| -- | -------- | --- | ---------------------------------------------------------- |
| —  | Sydkorea | F   | Park Yi-young (i Türkgücü München till den 30 juni 2021)   |
| —  | Polen    | F   | Jakub Bednarczyk (i Zagłębie Lubin till den 30 juni 2021)  |
| —  | Tyskland | F   | Florian Carstens (i Wehen Wiesbaden till den 30 juni 2021) |

| Nr | Land     | Pos | Namn                                                         |
| -- | -------- | --- | ------------------------------------------------------------ |
| —  | Tyskland | MF  | Ersin Zehir (i VfB Lübeck till den 30 juni 2021)             |
| —  | Tyskland | MF  | Maximilian Franzke (i 1. FC Magdeburg till den 30 juni 2021) |